# Nefropatia induïda per contrast
La nefropatia induïda per contrast (NIC) és una forma de lesió renal provocada per una exposició recent a  material de contrast d'imatge, sense que es produeixi cap altra causa clara de lesió renal aguda. La NIC es defineix  com un augment  d'almenys un 25% de la creatinina sèrica o l'augment absolut de la creatinina sèrica d'uns 0,5 mg/dl després de l'administració d'un agent de contrast de iode sense que es produeixi cap altra causa clara de lesió renal aguda, entre altres definicions. Malgrat les múltiples especulacions, els estudis no han pogut demostrar la incidència de la nefropatia induïda per contrast. El mecanisme de la nefropatia induïda per contrast no s’entén del tot, però es creu que comporta dany directe a les espècies reactives de l’oxigen, augment de la diüresi induït per contrast, augment del consum d’oxigen, canvis en la dilatació i estrenyiment dels vasos sanguinis que van als ronyons, i  canvis en la viscositat de l’orina.L'anàlisi dels estudis observacionals ha demostrat que l'ús del ràdio-contrast en el TC no està relacionat directament amb els canvis en la funció renal.
Davant dels dubtes creixents en referència a la contribució del ràdio-contrast a la lesió renal aguda, l'American College of Radiology ha proposat que el nom Lesió renal aguda post contrast (LRA-PC), que no implica un paper causal, juntament amb NIC o bé, Lesió renal aguda induïda per contrast (LRA-IC), reservada pels casos estranys on el ràdio-contrast pugui estar relacionada causalment.

## Factors de risc
Hi ha múltiples factors de risc pel que fa a la nefropatia induïda per contrast, entre els quals, un estudi de 2016, va focalitzar-se en la malaltia renal crònica, la diabetis mellitus, la pressió arterial alta, el volum intravascular reduït i la vellesa.

### Disminució de la funció renal
Les directrius europees classifiquen la disminució preexistent de la funció renal com a factor de risc de la nefropatia induïda per contrast en els casos següents:
Taxa de filtració glomerular estimada (TEFG) < 45 ml/min/1,73 m² de superfície corporal abans de l'administració intraarterial amb exposició renal de primer pas (sense passar els pulmons o la circulació perifèrica abans dels ronyons), o a la unitat de cures intensives.
TEFG < 30 ml/min/1,73 m² abans de l'administració intravenosa o intraarterial amb exposició renal de segon pas.
Lesió renal aguda coneguda o sospitada. Per calcular la TEFG  a partir de la creatinina, les directrius europees utilitzen la fórmula CKD-EPI en adults ≥ 18 anys, i la fórmula revisada de Schwartz en nens. Les directrius sueques no recomanen cap fórmula específica en nens a causa de la manca de proves, però, per altra banda, recomanen la TFG basada en la Cistatina C en lloc de la creatinina en aquells amb massa muscular anormal o insuficiència hepàtica o cirrosi.

### Escala Roxana Mehran
La puntuació de Roxana Mehran és una regla de predicció clínica per estimar la probabilitat de nefropatia (augment ≥25% i/o ≥0,5 mg/dl de la creatinina sèrica a les 48 h): 

#### Factors de risc
| Pressió arterial sistòlica <80 mm Hg (durant almenys una hora que requereix suport inotròpic). | Pressió arterial sistòlica <80 mm Hg (durant almenys una hora que requereix suport inotròpic). | 5 punts                |
| Globus de contrapulsació intraòrtica | Globus de contrapulsació intraòrtica | 5 punts                |
| Insuficiència cardíaca congestiva, considerada de classe III de la NYHA (marcada limitació de l'activitat a causa dels símptomes, fins i tot durant una activitat menys ordinària) o pitjor, o antecedents d'edema pulmonar | Insuficiència cardíaca congestiva, considerada de classe III de la NYHA (marcada limitació de l'activitat a causa dels símptomes, fins i tot durant una activitat menys ordinària) o pitjor, o antecedents d'edema pulmonar | 5 punts                |
| Edat >75 anys | Edat >75 anys | 4 punts                |
| Nivell d'hematòcrit <39% per als homes i <35% per a dones | Nivell d'hematòcrit <39% per als homes i <35% per a dones | 3 punts                |
| Diabetis mellitus | Diabetis mellitus | 3 punts                |
| Volum de contrast | Volum de contrast | 1 punt per cada 100 ml |
| Filtració renal en ml/min/1,73 m2 | >60 | 0 punts                |
| Filtració renal en ml/min/1,73 m2 | 40–60 | 2 punts                |
| Filtració renal en ml/min/1,73 m2 | 20-40 | 4 punts                |
| Filtració renal en ml/min/1,73 m2 | <20 | 6 punts                |

##### Avaluació
| Punts | Risc de NIC | Risc de diàlisi |
| ----- | ----------- | --------------- |
| <=5   | 7,5         | 0,04%           |
| 6-10  | 14,0        | 0,12%           |
| 11-16 | 26,1        | 1,09%           |
| >16   | 57,3        | 12,8%           |

### Altres factors
Les directrius europees inclouen els següents factors de risc relacionats amb els procediments:
- Grans dosis de contrast administrades per via intraarterial amb exposició renal de primer pas
- Ús de contrastos amb alta osmolalitat (ús limitat avui en dia)
- Múltiples injeccions de contrast en 48-72 h. Les directrius sueques també inclouen agents de contrast per ressonància magnètica de gadolini en aquest aspecte.

La guia de pràctica clínica sueca enumera addicionalment els següents factors de risc:
- Hipòxia
- Cirrosis
- AINE o medicaments nefrotòxics
- Persones en diàlisi amb funció renal residual d'almenys 400 ml d'orina/24 h
- Persones que han estat sotmeses a un trasplantament de ronyó

## Prevenció
Les principals alternatives en persones amb risc de nefropatia induïda per contrast són:
- Ajust de la dosi de ràdio contrast
- Tractar o mitigar els factors de risc
- No utilitzar contrast intravenós per a la investigació.
- Canvi a una altra modalitat com l'ecografia o la ressonància magnètica.

### Ajust de la dosi
D’acord amb les directrius europees, la ràtio de la dosi de contrast (en grams de iode) dividida per la taxa de filtració glomerular (TFG) estimada absoluta hauria de ser inferior a 1,1 g/ (ml/min) per a l'administració de medi de contrast intraarterial, i primer passar l'exposició renal (sense passar als pulmons o al teixit perifèric abans d'arribar als ronyons).
Les directrius sueques són més restrictives, recomanen una proporció inferior a 0,5 g/ (ml/min) en pacients amb factors de risc i independentment de la via d'administració, i encara més precaució en l'exposició renal de primer pas.

### Tractar o mitigar els factors de risc
La hidratació mitjançant la beguda o l'expansor de volum intravenós, sigui abans o després de l'administració de contrast, disminueix el risc de nefropatia induïda per contrast. L'evidència també sosté  l'ús de l'N-acetilcisteïna amb solució salina intravenosa entre aquells que obtenen contrast de baix pes molecular. També s'admet l'ús d'estatines amb l'N-acetilcisteïna i solució salina intravenosa.
D’acord amb un estudi de 2013, la hidratació per via oral pot ser tan efectiva com la via intravenosa per tal de prevenir la nefropatia induïda per contrast.
Els antagonistes de l'adenosina com les metilxantines, la teofil·lina i l'aminofil·lina, poden ajudar, encara que els estudis tenen resultats contradictoris.
Es recomana l’N-acetilcisteïna (NAC) per via oral dues vegades al dia, el dia abans i el dia del procediment, si s'estima que la depuració de la creatinina és inferior a 60 ml/min [1,00 ml/s], pot reduir el risc. Alguns autors creuen que el benefici no és aclaparador. Una revisió sistemàtica va concloure que el NAC és probable que sigui beneficiós, però no va recomanar una dosi específica.
L'àcid ascòrbic pot ser protector contra la NIC, segons una revisió sistemàtica d'assajos controlats aleatoris.

## Diagnòstic
Actualment, l'American College of Radiology recomana l'ús dels criteris de la guia AKI per al diagnòstic de la NIC o LRA-PCEl criteri  de la guia AKI estableix que el diagnòstic es fa si dins de les 48 hores posteriors a l'exposició al medi de contrast intravascular es produeix un dels següents:
1. Augment absolut de la creatinina sèrica ≥0,3 mg/dl (>26,4 µmol/L)
2. Augment relatiu de la creatinina sèrica ≥50% (≥1,5 vegades per sobre del valor inicial)
3. La producció d'orina es redueix a ≤0,5 ml/kg/hora durant almenys 6 hores

## Prognosi
No  és clar que la NIC provoqui una disminució persistent de la funció renal, ja que pocs estudis han seguit pacients durant més de 72 hores. En una metaanàlisi es va demostrar que la disminució de la funció renal persistia en l'1,1% dels pacients amb NIC.

### Línies de recerca
Tot i que actualment no hi ha teràpies aprovades per la FDA per a la nefropatia induïda per contrast, actualment s'estan investigant dues teràpies. CorMedix es troba actualment a la darrera part dels assajos clínics de la fase II, amb l'avaluació del protocol especial de fase III aprovada per CRMD001 (formulació única deferiprona) per prevenir la lesió renal aguda induïda per contrast i frenar la progressió de la malaltia renal crònica. Els assajos referents a les dosis van començar el passat juny de 2010, en un assaig amb 60 pacients. També hi ha un assaig clínic a la fase III de la teràpia RenalGuard per prevenir la nefropatia induïda per contrast. La teràpia utilitza el dispositiu RenalGuard, que mesura la producció d'orina d'una persona i infon un volum igual de solució salina normal en temps real. La teràpia consisteix a connectar la persona al dispositiu RenalGuard i després injectar-li una dosi baixa del diürètic de bucle furosemida per induir altes taxes de producció d'orina. Diversos estudis han informat de la capacitat de RenalGuard per protegir els pacients de NIC després dels procediments de cateterisme en comparació amb l'estàndard, incloent-hi: MYTHOS, que va trobar que RenalGuard era superior quant a la hidratació durant la nit; REMEDIAL II, que va trobar que RenalGuard era superior a la hidratació amb bicarbonat de sodi; Protect-TAVI, que va informar d'una reducció significativa de la lesió renal aguda (LRA)  després de la substitució de la vàlvula aòrtica per catèter (TAVR) quan s'utilitzava RenalGuard durant el procediment, en comparació amb la teràpia estàndard; i AKIGUARD, que va mostrar una millora significativa en els resultats a llarg termini quan s'utilitzava RenalGuard en contraposició amb la teràpia estàndard.Dues metaanàlisis d'aquests resultats (Putzu i Mattathil) van trobar que RenalGuard reduïa constantment la lesió renal, la diàlisi, els contratemps adversos i la mortalitat en comparació amb la teràpia estàndard.

## Rellevància clínica
Recentment, a les publicacions científiques han aparegut dubtes sobre la importància del fenomen. Diversos estudis han demostrat que l'administració de material de contrast per via intravenosa no està associat amb un excés de risc de lesió renal aguda (LRA), diàlisi o mort, fins i tot entre pacients amb comorbiditats informades que els predisposava a la nefrotoxicitat. A més, la hidratació, la mesura de prevenció més establerta per prevenir la nefropatia induïda per contrast, va demostrar ser ineficaç en l'assaig POSEIDON, i va generar més dubtes sobre la importància de l’estat de la malaltia. Una metaanàlisi de 28 estudis d’AKI després del TC amb ràdio-contrast no va mostrar cap relació causal entre l'ús de ràdio-contrast i l’AKI.